# Ashikaga Yoshizumi
Ashikaga Yoshizumi (足利 義澄?; 15 gennaio 1481 – 6 settembre 1511) è stato un militare giapponese.

## Biografia
Figlio di Ashikaga Masatomo e nipote di Ashikaga Yoshinori, fu l'undicesimo shōgun dello shogunato Ashikaga.
Già indicato come erede da suo zio Yoshimasa, fu posto sul trono come nuovo Seii Taishōgun per volontà del kanrei Hosokawa Masamoto, al posto di suo cugino Yoshitane che Masamoto aveva sconfitto e scacciato dalla capitale.
Nel 1508, quando Yoshitane tornò a reclamare la sua posizione, Yoshizumi fu privato del suo titolo e scacciato. Suo figlio Yoshiharu sarebbe però diventato il dodicesimo shōgun.